# Rick Boyer
Pour les articles homonymes, voir Boyer.
Rick Boyer alias Richard L. Boyer, né en 1943 à Evanston dans l'Illinois, est  un écrivain américain de roman policier. Peu traduit en France, il est principalement connu pour sa série consacrée au chirurgien dentiste Doc Adams, dont le premier volume a été couronné du Prix Edgar-Allan-Poe du meilleur roman en 1983.

## Biographie
Il suit les cours de l'université Denison, puis de l'université de l'Iowa, dont il sort diplômé en écriture créative. Il exerce par la suite divers métiers avant de se tourner vers l'enseignement.
Il débute comme romancier en 1976 avec un récit policier mettant en scène Sherlock Holmes. Avec le roman Billingsgate Shoal, publié en 1982, il entame une série consacrée au chirurgien dentiste Charlie Doc Adams, enquêteur à ses heures perdues. Il remporte l'Edgar du meilleur roman en 1983 pour ce récit. Doc Adams a connu depuis huit nouvelles aventures, dont une a été traduite au sein de la collection Polar U.S.A.. En dehors du roman policier et noir, Boyer a également publié des guides pratiques et des ouvrages de connaissances générales.

## Œuvre

### Romans policiers

#### Série Doc Adams
- Billingsgate Shoal (1982)
- The Penny Ferry (1984)
- The Daisy Ducks (1986) Publié en français sous le titre Rouges marguerites, traduction de Claude Yelnick, Paris, Gérard de Viliers, Polar U.S.A. no 3, 1988.
- Moscow Metal (1987)
- The Whale's Footprints (1988)
- Gone to Earth (1990)
- Yellow Bird (1991)
- Pirate Trade (1994)
- The Man Who Whispered (1998)

#### Autres romans policiers
- The Giant Rat of Sumatra: The Further Adventures of Sherlock Holmes (1976) Publié en français sous le titre Le Rat géant de Sumatra, traduction de Yves-Charles Fercoq, Paris, Mycroft's Brother, collection Sherlock Holmes, 2003.
- The Runt (1997)
- Mzungu Mjinga: Swahili for Crazy White Man (2004)
- Buck Gentry (2005)

### Recueil de nouvelles
- A Sherlockian Quartet (1999)

### Autres publications
- Places Rated Almanac: Your Guide to Finding the Best Places to Live in America (1981)
- Places Rated Retirement Guide: Finding the Best Places in America for Retirement Living (1983)
- Yes, They're All Ours: Six of One, Half a Dozen of the Other (1994)
- Fun Projects for Hands on Character Building (1996)
- Home Educating With Confidence (1996)
- What About Socialization: Answering the Questions About Homeschooling And Social Interaction (2001)
- Take Back the Land: Inspiring a New Generation to Lead America (2011)